# Категат
Категат је мореуз између Данске и Шведске, на северу је преко Скагерака повезан са Северним морем а на југу је повезан са Балтичким морем. Има дужину од 220 km у правцу север-југ и просечну дубину од 23 метра.

## Име
Назив Категат долази од холандских речи kat (мачка) i gat (рупа). Односи се на средњовековни морепловачки жаргон када су тадашњи морепловци упоређивали овај пролаз са уском рупом кроз коју се и мачка тешко може провући.

## Географија
Реке које се уливају у овај мореуз су Гота канал, Лаган, Ниса, Етран и Вискан са шведске и Гуден са данске стране. Већа острва у мореузу су Самсе, Лесе и Анхолт.
Према дефиницији утврђеној у конвенцији из 1932. коју су потписале Данска, Норвешка и Шведска (регистроване у серији уговора Лиге народа 1933–1934), северна граница између Категата и Скагерака налази се на најсевернијој тачки Скагена на Јутланду, док јужна граница према Eресунду налази се на врху полуострва Кулен у Сканији.
Од 1950-их, разматран је пројекат моста који се обично назива Категатброен (Категатски мост) који повезује Јутланд и Зеланд преко Категата. Од касних 2000-их, пројекат је поново заинтересовао неколико утицајних политичара у Данској. Мост се обично замишља да повезује Хов (село јужно од Одера у области Архуса) са Самсеом и Калундборгом.

### Опсег
Међународна хидрографска организација дефинише границе „Категата, Саунд и Појаса“ (то јест, Категат, Ересунд, Велики појас и Мали појас) на следећи начин:
На северу: линија која спаја Скаген (Скав, најсевернија тачка Данске) и Патерностер Скер (57° 54′ N 11° 27′ E / 57.900° С; 11.450° И), а одатле ка североистоку кроз плићаке до острва Тјерн.
На југу: границе Балтичког мора у Појасу и Саунду:
- У Малом појасу: линија која спаја Фалшефт (54° 47′ N 9° 57.5′ E / 54.783° С; 9.9583° И) и Вејснес Наке (54° 49′ N 10° 26′ E / 54.817° С; 10.433° И).
- У Великом појасу: линија која спаја Гулстав (најјужнији крај острва Лангеланд, 54° 43′ 36″ N 10° 42′ 42″ E / 54.72667° С; 10.71167° И) и Капел Кирк (54° 46′ N 11° 01′ E / 54.767° С; 11.017° И) на острву Лаланд.
- У Гулдборг Сунду: линија која спаја Флинторн-Рев (54° 38′ 30″ N 11° 49′ 16″ E / 54.64167° С; 11.82111° И) и Скелби (54° 38′ 00″ N 11° 53′ 14″ E / 54.63333° С; 11.88722° И);
- У Саунду: линија која спаја Стевнсов светионик (55° 17′ N 12° 27′ E / 55.283° С; 12.450° И) и Фалстербо Појнт (55° 23′ N 12° 49′ E / 55.383° С; 12.817° И).

## Етимологија
Према Великој данској енциклопедији и Nudansk Ordbog, назив потиче од холандских речи katte 'мачка' и gat 'капија, пролаз'. Он потиче из касносредњовековног навигационог жаргона, у коме би капетани ханзеатске трговачке флоте упоређивали Дански мореуз са пролазом који је толико тесан да би чак и мачка имала потешкоћа да се пробије, због многих гребена и плићака. У једном тренутку, проходне воде биле су широке само 3,84 km (2,07 nmi; 4.200 yd). Име улице Катесундет у Копенхагену има слично етимолошко значење, односно 'уски пролаз'.
Архаично име за Скагерак и Категат било је Норвешко море или Јутландско море (Книтлиншка сага помиње име Јотландшаф). Његово древно латинско име је било Sinus Codanus.

## Историја
Контрола над Категатом и приступ њему били су важни током историје међународног поморства. До завршетка Ајдер канала 1784. године, Категат је био једини морски пут у и из Балтичког региона.

## Биологија
У Категату, салинитет има изражену двослојну структуру. Горњи слој има салинитет између 18‰ и 26‰, а доњи слој – одвојен јаким халоклином на око 15 m (49 ft) – има салинитет између 32‰ и 34‰. Доњи слој се састоји од дотока морске воде из Скагерака, са салинитетом на нивоу већине других обалских морских вода, док се горњи слој састоји од улива морске воде из Балтичког мора и има много нижи салинитет, упоредив са боћатом водом, али и даље знатно виши од остатка Балтичког мора. Ова два супротна тока транспортују нето вишак од 475 km3 (114 cu mi) морске воде од Балтика до Скагерака сваке године. За време јачих ветрова, слојеви у Категату су на појединим местима потпуно измешани, као што је Велики појас, па је укупни салинитет у овом малом мору веома променљив. Ово поставља јединствене услове за морски живот овде.
Хладни испусти, локално познати као жуборећи гребени (дан. boblerev), налазе се у северном Категату. За разлику од хладних испуста на већини других места (укључујући Северно море и Скагерак), гребени Категата који мехурају су на релативно малим дубинама, углавном између 0 и 30 m (0—100 стопа) испод површине. Испуштања се ослањају на метан депонован током имијанског периода и током мирног времена мехурићи се понекад могу видети на површини воде. Карбонатна цементација и литификација формирају слојеве или стубове до 4 m (13 ft) висине и подржавају богат биодиверзитет. Због свог јединственог статуса, гребени Категата добијају ниво заштите и признати су као Natura 2000 станиште (тип 1180) од стране Европске уније (ЕУ).

### Еколошки колапс
Категат је била једна од првих морских мртвих зона која је забележена током 1970-их, када су научници почели да проучавају како интензивне индустријске активности утичу на свет природе. Од тада су студије и истраживања пружили много увида у процесе као што је еутрофикација и како се носити са тим. Данска и ЕУ су покренуле скупе и далекосежне домаће пројекте како би зауставиле, поправиле и спречиле ове еколошки деструктивне и економски штетне процесе од првог Акционог плана за водену животну средину 1985. године, а сада су заузети спровођењем четвртог План акције. Акциони планови сажимају широк спектар иницијатива и укључују такозване директиве о нитратима. Акциони планови су генерално посматрани као успешни, иако посао није завршен и сви циљеви још нису у потпуности испуњени.

## Заштите и регулације
Због веома густог поморског саобраћаја и многих великих приобалних насеља, Категат је од 2006. године означен као подручје контроле емисије сумпора као део Балтичког мора. Од 1. јануара 2016. године референтна вредност за сумпор у горивима је смањена на 0,1%.